# Eaton Hastings
Eaton Hastings is een civil parish in het bestuurlijke gebied Vale of White Horse, in het Engelse graafschap Oxfordshire met 81 inwoners.